# Сен-Мартен-де-Лен
Сен-Марте́н-де-Лен (фр. Saint-Martin-de-Lenne, окс. Sent Martin) — коммуна во Франции, находится в регионе Окситания. Департамент — Аверон. Входит в состав кантона Кампаньяк. Округ коммуны — Мийо.
Код INSEE коммуны — 12239.
Коммуна расположена приблизительно в 500 км к югу от Парижа, в 155 км северо-восточнее Тулузы, в 33 км к востоку от Родеза.

## Население
Население коммуны на 2008 год составляло 268 человек.
| 1962 | 1968 | 1975 | 1982 | 1990 | 1999 | 2008 |
| ---- | ---- | ---- | ---- | ---- | ---- | ---- |
| 241  | 310  | 284  | 270  | 234  | 208  | 268  |

## Экономика

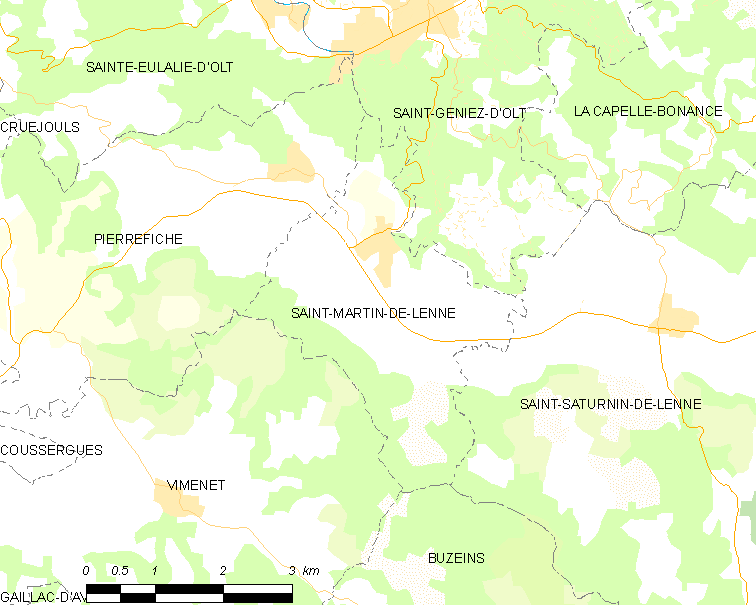
Карта коммуны

В 2007 году среди 125 человек в трудоспособном возрасте (15—64 лет) 94 были экономически активными, 31 — неактивными (показатель активности — 75,2 %, в 1999 году было 66,4 %). Из 94 активных работали 90 человек (49 мужчин и 41 женщина), безработных было 4 (2 мужчин и 2 женщины). Среди 31 неактивных 6 человек были учениками или студентами, 19 — пенсионерами, 6 были неактивными по другим причинам.